# Giacomo Theodoli
Giacomo Theodoli ou Giacomo Teodolo (1594–1643) foi um prelado católico romano que serviu como arcebispo (título pessoal) de Forlì (1635–1665) e arcebispo de Amalfi (1625–1635).

## Biografia
Giacomo Theodoli nasceu no dia 14 de março de 1594 em Roma, na Itália. A 7 de abril de 1625, foi nomeado durante o papado de Urbano VIII como Arcebispo de Amalfi. No dia 20 de abril de 1625, foi consagrado bispo por Ottavio Bandini, cardeal-bispo do Porto e Santa Rufina. A 7 de maio de 1635, foi nomeado por Urbano VIII como Arcebispo (Título Pessoal) de Forlì, onde serviu até à sua renúncia em 1665. Mais tarde, faleceu em Roma.